# Fiat 521
Fiat 521 är en personbil, tillverkad av den italienska biltillverkaren Fiat mellan 1928 och 1931.
521 var en vidareutveckling av företrädaren Fiat 520, med större motor och chassi. Den kortare 521 C behöll företrädarens hjulbas.
521:an var den första modell som tillverkades i större antal utanför Italien och markerar starten på Fiat som multinationellt företag.
Tillverkningen uppgick till 20 000 exemplar.